# 아실랸푸

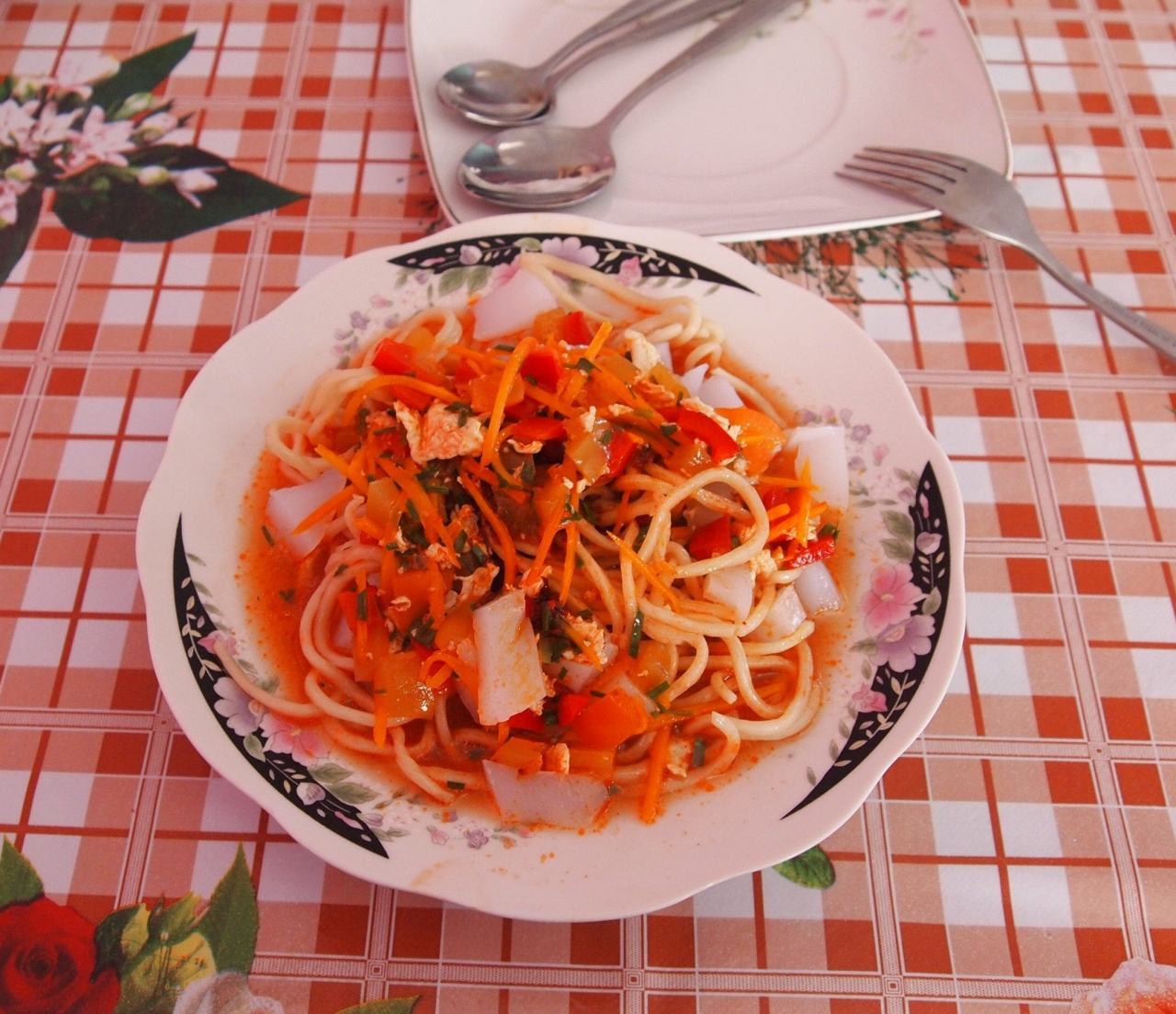
아실랸푸

아실랸푸(키르기스어: ашлянфу)는 중앙아시아의 찬 국수 요리이다. 키르기스스탄 카라콜의 아실랸푸가 유명하다. 이름은 "음식, 밥"을 뜻하는 위구르어 "아시(ئاش)"와 묵과 비슷한 중국 음식인 "량펀(涼粉)"의 둥간어 발음인 "랸푸(лянфу)"가 결합한 말이다. 밀국수나 녹말국수를 쓸 수 있고, 달걀, 채소 등의 고명을 올린 다음 "라자(лаза)"나 "라자잔(лазаджан)"이라 불리는 매운 양념이 들어간 차가운 국물에 말아 먹는다. 각각 중국어 "라자오(辣椒, 직역: '고추')"와 "라자오장(辣椒酱, 직역: '고추 소스')"의 둥간어 발음이다. 키르기스스탄 전역에서 널리 사랑받는 길거리 음식이기도 하고, 특히 여름에 많이 먹는다.